# Subsecretari de stat în Guvernul Vintilă I.C. Brătianu
În Guvernul Vintilă I.C. Brătianu au fost incluși și subsecretari de stat, provenind de la diverse partide.

## Subsecretari de stat
- Subsecretar de stat la Președinția Consiliului de Miniștri

Constantin I.C. Brătianu (24 noiembrie 1927 - 9 noiembrie 1928)
- Subsecretar de stat la Ministerul de Interne

Gheorghe Tătărăscu (24 noiembrie 1927 - 9 noiembrie 1928)
- Subsecretar de stat la Ministerul de Interne

Richard Franasovici (24 noiembrie 1927 - 9 noiembrie 1928)
- Subsecretar de stat la Ministerul Agriculturii și Domeniilor

Gheorghe Cipăianu (24 noiembrie 1927 - 9 noiembrie 1928)

## Sursa
- Stelian Neagoe - "Istoria guvernelor României de la începuturi - 1859 până în zilele noastre - 1995" (Ed. Machiavelli, București, 1995)